# Shukuba

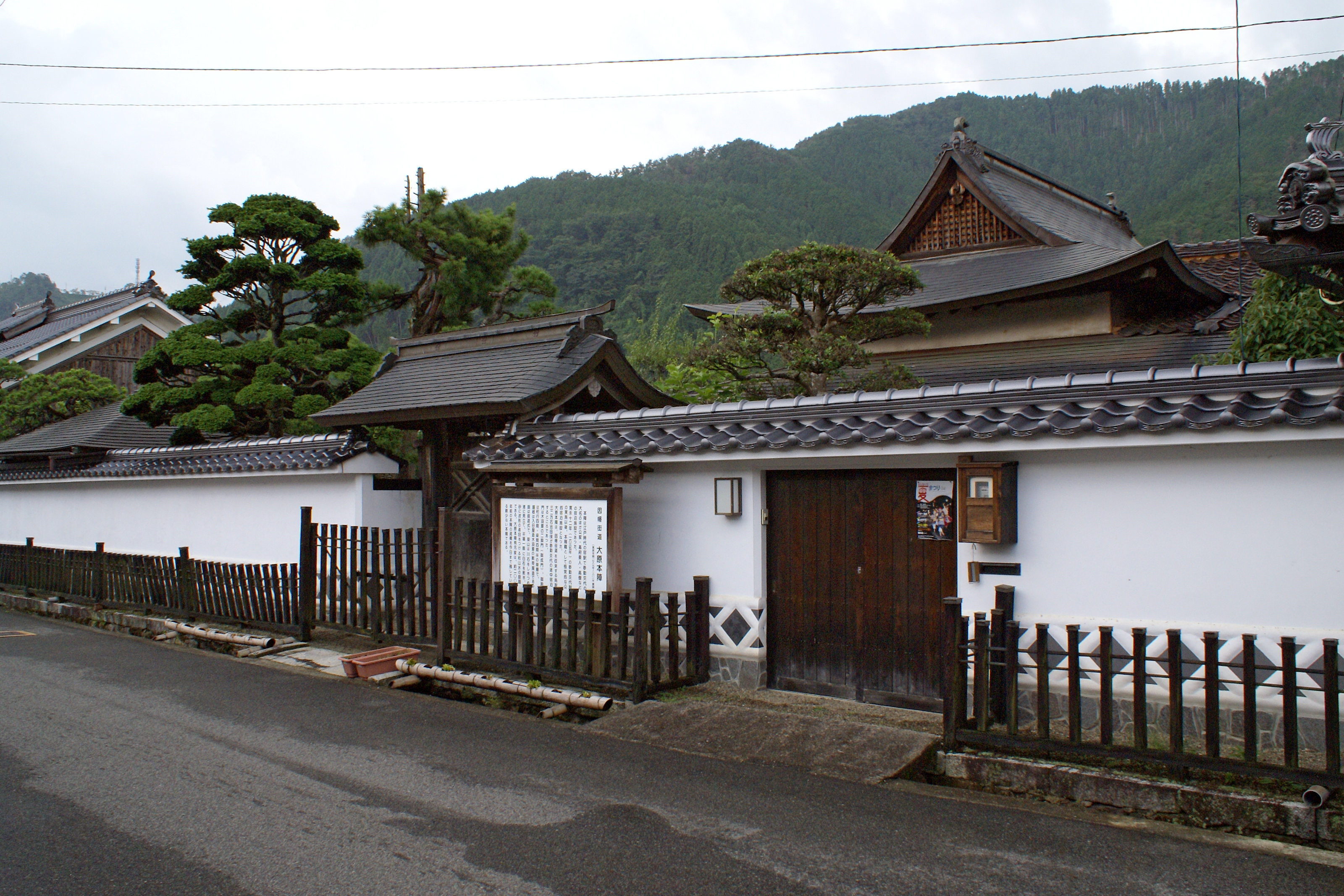
Honjin w Ōhara-juku na szlaku Inaba Kaidō (ob. prefektura Okayama)

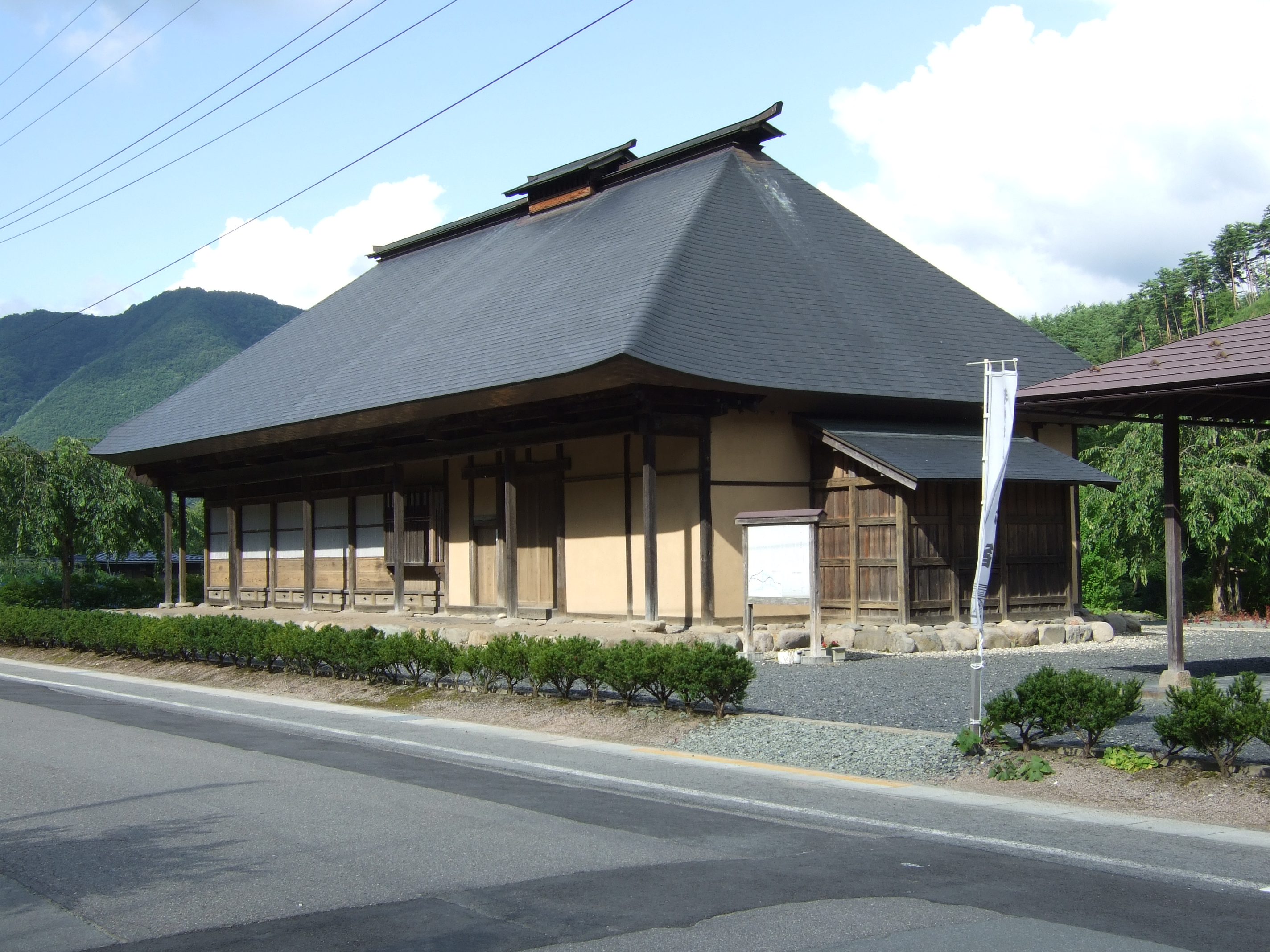
Waki-honjin w Narage-juku, Kaminoyama, ob. prefektura Yamagata, przy trakcie Ushū Kaidō

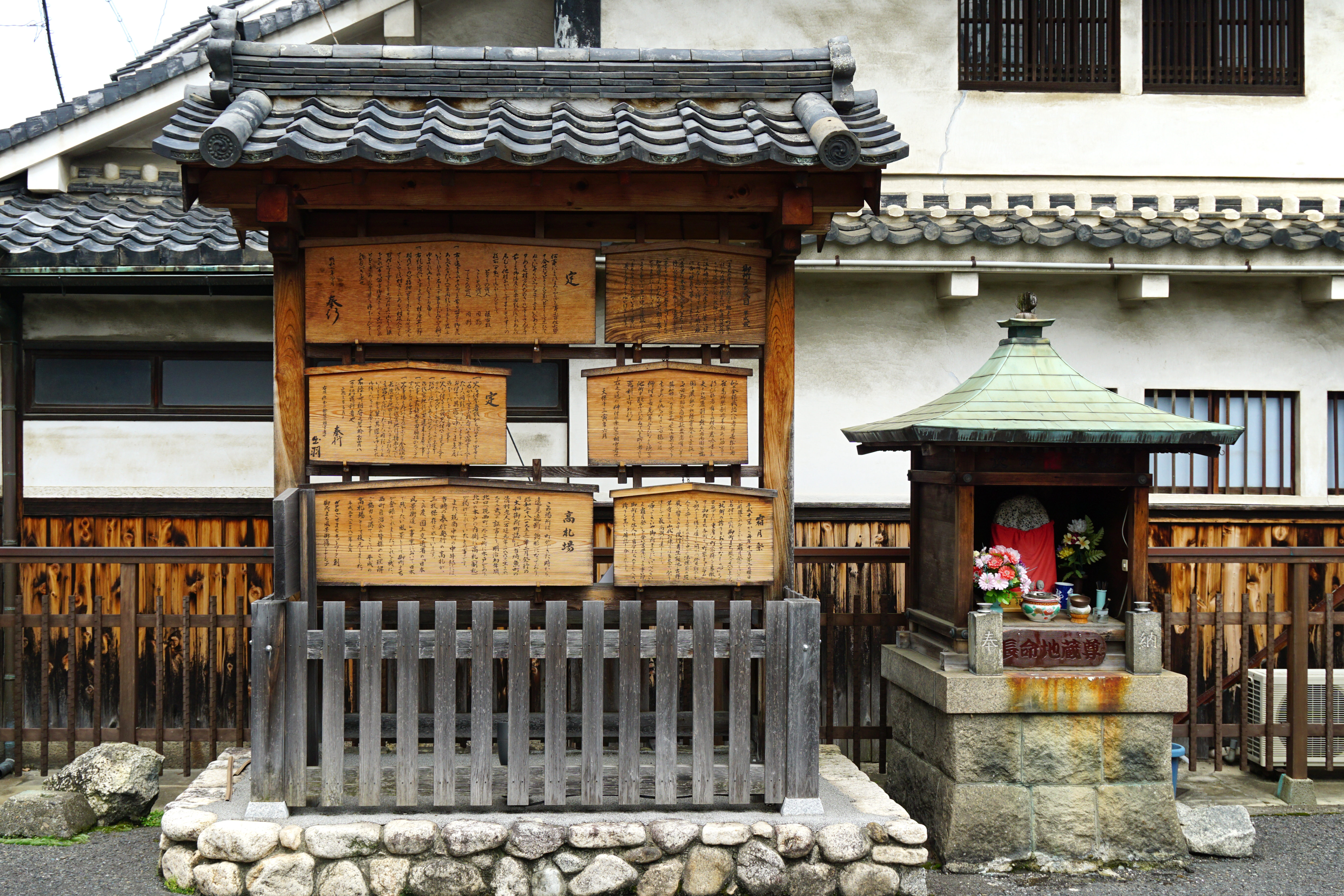
Kōsatsu w Gose (ob. prefektura Nara)

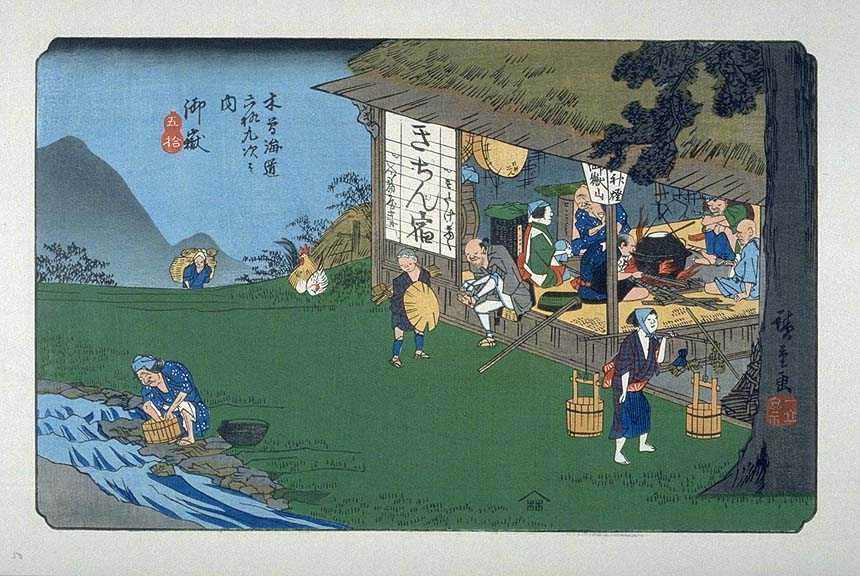
Hiroshige Andō (1797–1858), Kichin-yado w Mitake-juku, 49. stacja przy trakcie Kisokaidō (ob. w pref. Gifu)

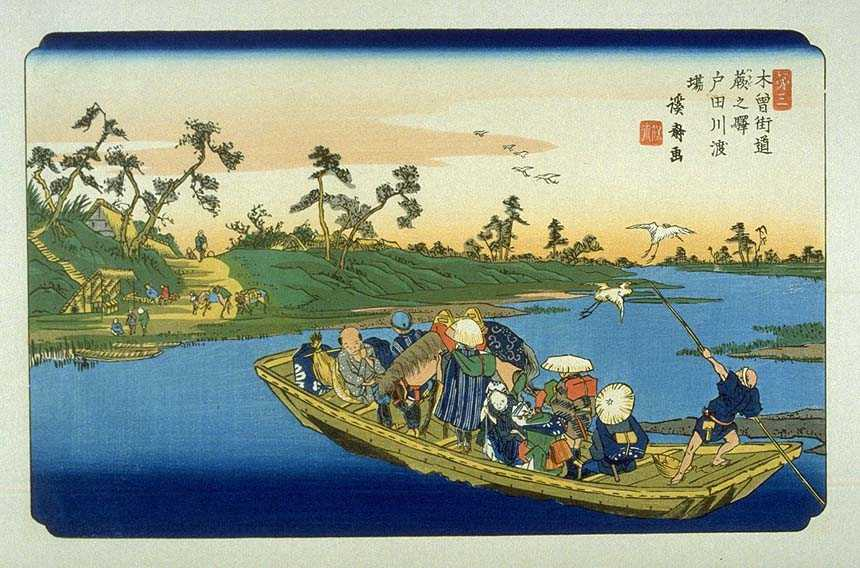
Eisen Keisai (1790–1848), Przeprawa przez rzekę Toda, Warabi-juku (2. stacja) na szlaku Kisokaidō (ob. pref. Saitama)

Shukuba (jap. 宿場 shukuba; zwana też shukueki 宿駅) – pocztowa stacja odpoczynkowa (wioska, przysiółek) przy drogach w Japonii, w okresie Edo (1603–1868). W szczególności nazwa ta odnosi się do stacji na pięciu arteriach zwanych wspólnie Gokaidō i prowadzących do/z Edo. Miejscowości, w których znajdowały się stacje, nazywały się shukuba-machi (宿場町). Wiele z nich administracyjnie należało do: miast zamkowych, świątynnych i portowych.

## Historia
Pierwsze trakty wytyczono, według chińskiego modelu, już w okresie Asuka (538–710) w ramach systemu Gokishichidō („Pięć Prowincji Wewnętrznych Kinai i Siedem Regionów Zewnętrznych”). Punktem odniesienia były kolejno stolice: Asuka-kyō, Heijō-kyō i Heian-kyō. Celem przedsięwzięcia było umożliwienie efektywnej administracji i promowanie handlu. Nazwy tych dróg były tożsame z nazwami prowincji zewnętrznych. Jednostki te nie przetrwały jako struktury administracyjne w późniejszych stuleciach, ale pozostawały ważnymi jednostkami geograficznymi aż do XIX wieku.
Podobnie stało się z traktami, które straciły stopniowo znaczenie, ale nabrały nowego, istotnego znaczenia na początku XVII wieku, w okresie Edo. Nakazem sioguna Ieyasu Tokugawy utworzono system gościńców i wypoczynkowych stacji pocztowych. Pierwszym i jednym z najważniejszych stał się szlak Tōkaidō utworzony w 1601 roku. Łączył on, biegnąc wzdłuż wybrzeża Pacyfiku, dwa najważniejsza centra polityczne, gospodarcze i kulturalne: Edo i Kioto. 
Poczta japońska rozpoczęła swoją działalność, kiedy kraj znajdował się w izolacji (sakoku). Trzon sieci komunikacyjnej tworzyło pięć głównych gościńców zwanych łącznie Gokaidō i wiele pobocznych. Drogi te umożliwiały transport towarów i przesyłek do różnych prowincji, przy pomocy koni pociągowych (daba) i koni pocztowych (tenma). Z czasem, rozwój handlu doprowadził także do wprowadzenia usług finansowych. Dla sprawności działania systemu władza centralna utworzyła na wszystkich trasach stacje pocztowe (shukuba), które zapewniały możliwość odpoczynku, wyżywienie, noclegi, powierzchnię magazynową, zakup towarów, transport do kolejnych stacji i usługi niezbędne dla podróżnych z różnych warstw społecznych.

## Obiekty stacji pocztowej
Podróżni mogli korzystać ze stacji, zatrzymując się na odpoczynek podczas przemieszczania się po kraju. Zwyczajowo w każdej ze stacji mieściły się:
- honjin (本陣) – oficjalnie wyznaczony zajazd o charakterze rezydencji dla podróżujących panów feudalnych (daimyō), arystokracji dworskiej (kuge) i oficjeli siogunatu (bakufu-yakunin);
- waki-honjin (脇本陣) – zajazd pomocniczy wykorzystywany przez świtę gości głównego zajazdu, ale również przez samurajów i arystokrację w przypadku, gdy główny zajazd został wcześniej zajęty przez inną grupę podróżnych;
- toiyaba, ton’ya (問屋場) – hurtownie (zwane toiya poza Edo), pośrednicy handlowi, zarządzający magazynami; termin dotyczy zarówno samych handlowców, jak i ich sklepów lub magazynów, odegrały istotną rolę w gospodarce okresu Edo (1603-1867);
- hatago, hatagoya (旅籠, 旅籠屋) – zajazd oferujący noclegi i posiłki dla zwykłych podróżnych; kwatery dla podróżnych w okresie Edo (hatago → kosz do przewożenia paszy dla konia, następnie także własnego jedzenia i towarów);
- kichin-yado (木賃宿) – tani zajazd, noclegownia bez posiłków; podróżni mieli własne jedzenie i płacili tylko za drewno opałowe (kichin);
- chaya (茶屋) – herbaciarnie oferujące podróżnym także posiłki i alkohol;
- kōsatsu lub taka-fuda (高札) – tablice, na których zawieszano rozporządzenia wydawane przez daimyō i siogunów;
- shōten (商店) – sklepy oferujące podróżnym lokalne towary[1][2][3].

## Funkcjonowanie stacji
Podróże wówczas odbywały się konno, palankinem/lektyką (kago) lub w większości pieszo. Dostarczanie poczty odbywało się również głównie pieszo. Listy i paczki były nadawane i przekazywane na stacjach, a opłaty przyczepiano do nich przed ich przekazaniem. Z czasem – wraz z rozwojem handlu – usługi rozszerzono o przekazy pieniężne dla kupców.
Stacje pocztowe były zwolnione z podatków, a urzędnicy, którzy byli na nich zatrudnieni, otrzymywali różne świadczenia, jak dodatek pieniężny czy ryż. 
Ta sieć gospód, domów noclegowych i usług transportowych na stacjach pocztowych była m.in. częścią systemu sankin-kōtai, polegającego na obowiązkowym stawiennictwie panów feudalnych w Edo i spędzaniu tam – wraz ze swoim dworem – całego roku. Został on wprowadzony przez władze centralne w celu utrzymania kontroli nad władcami lokalnymi. Trasy podróży poszczególnych daimyō były tak ustalane, aby nie mogli się oni kontaktować ze sobą np. w celu zorganizowania spisku przeciwko siogunowi. 
W okresie Meiji, na skutek rozwoju kolei żelaznej w Japonii, znaczenie stacji znacząco zmalało. Do czasów współczesnych zachowały się nieliczne stacje i fragmenty niektórych gościńców. Służą one jako atrakcje turystyczne i szlaki wędrówek pieszych.

## Trakty w kulturze
Twórcami, którzy uwiecznili swoją sztuką stacje pocztowe i gościńce okresu Edo, a więc ówczesne życie codzienne, byli: Hokusai Katsushika (1760–1849), Eisen Keisai (1790–1848), Kunisada Utagawa/Toyokuni III (1786–1865), Hiroshige Utagawa (1797–1858), Kuniyoshi Utagawa (1798–1861), Hasui Kawase (1883–1957). 
Dzięki nim powstały m.in. słynne serie drzeworytów: 53 stacje szlaku Tōkaidō, 69 stacji na gościńcu Kisokaidō (Kiso Kaidō, Nakasendō), Aktorzy na 53 stacjach Tōkaidō.